# Pleospora anthyllidis
Pleospora anthyllidis är en svampart som beskrevs av Auersw. & Niessl 1876. Pleospora anthyllidis ingår i släktet Pleospora och familjen Pleosporaceae.   Inga underarter finns listade i Catalogue of Life.